# Рошковиці (Бжезький повіт)
Рошковиці (пол. Roszkowice, нім. Raschwitz) — село в Польщі, у гміні Любша Бжезького повіту Опольського воєводства.
Населення — 169 осіб (2011).
У 1975-1998 роках село належало до Опольського воєводства.

## Демографія
Демографічна структура станом на 31 березня 2011 року:
|          | Загалом | Допрацездатний вік | Працездатний вік | Постпрацездатний вік |
| -------- | ------- | ------------------ | ---------------- | -------------------- |
| Чоловіки | 93      | 12                 | 65               | 16                   |
| Жінки    | 76      | 9                  | 37               | 30                   |
| Разом    | 169     | 21                 | 102              | 46                   |